# Apodemia hepburni
Apodemia hepburni is een vlindersoort uit de familie van de prachtvlinders (Riodinidae), onderfamilie Riodininae.
Apodemia hepburni werd in 1886 beschreven door Godman & Salvin.